# سید محمود علوی
سید محمود علوی (زادهٔ ۴ اردیبهشت ۱۳۳۳) روحانی و سیاستمدار ایرانی است که از آذر ۱۴۰۳ دستیار ویژه رئیس‌جمهور و رئیس شورای امور اقوام، ادیان و مذاهب است. وی پیش‌تر در دولت یازدهم و دولت دوازدهم از سال ۱۳۹۲ تا ۱۴۰۰ به‌عنوان وزیر اطلاعات فعالیت می‌کرد. علوی از سال ۱۳۸۸ تا پایان دوره پنجم در سال ۱۴۰۳ نماینده مجلس خبرگان رهبری از استان تهران بود و از سال ۱۳۷۹ تا ۱۳۸۸ ریاست سازمان عقیدتی سیاسی ارتش را برعهده داشت.
در ۱۸ نوامبر ۲۰۲۰، وزارت خزانه‌داری ایالات متحده آمریکا وی را به‌دلیل نقش کلیدی در سرکوب اعتراضات مردم ایران، تحریم کرد.

## زندگی‌نامه
محمود علوی در خانواده‌ای روحانی در لامرد زاده شد؛ و در سن ۲ سالگی به همراه خانواده به نجف اشرف (محل تحصیل پدر) رفت و تحصیلات ابتدایی و سال‌های اول متوسطه را در دبستان و دبیرستان علوی ایرانیان در نجف گذراند. پدر وی سید رضی علوی می‌باشد. علوی در سال ۱۳۴۹ به لباس روحانیت درآمد. تحصیلات حوزوی خود را ابتدا در حوزه علمیه نجف، سپس در آبادان و حوزه علمیه قم و نیز تهران پی گرفته است.

## تحصیلات

### تحصیلات حوزوی
علوی دوره سطح را در حوزه علمیه قم نزد اعتمادی، محقق داماد، عباس حسینی کاشانی، باکوئی، پدر خود و ستوده گذراند و درس خارج را نزد سید علی خامنه‌ای، فاضل لنکرانی، ناصر مکارم شیرازی، سید عبدالکریم موسوی اردبیلی، محمد یزدی، محمود هاشمی شاهرودی و محقق داماد فرا گرفته است.

### تحصیلات دانشگاهی
محمود علوی هم‌زمان با تحصیلات حوزوی، به تحصیلات دانشگاهی نیز پرداخت. دوره کارشناسی را در مدرسه عالی تربیتی و قضایی قم (دانشگاه قم فعلی) در رشته علوم تربیتی گذراند. کارشناسی ارشد را در دانشگاه فردوسی مشهد در رشته فقه و مبانی حقوق اسلامی طی نمود و مقطع دکتری را در همان رشته در دانشگاه فردوسی مشهد به پایان رساند.
علوی پس از پایان تحصیلات دانشگاهی به عضویت هیئت علمی دانشکده صدا و سیما درآمد و هم‌زمان در مراکز دانشگاهی دیگر نظیر: پژوهشکده امام خمینی و انقلاب اسلامی، دانشکده الهیات دانشگاه تهران، دانشگاه امام صادق، دانشگاه مذاهب اسلامی، دانشگاه آزاد و دانشکده علوم حدیث، به تدریس پرداخت.

## قبل از انقلاب
1. تأسیس انجمن اسلامی جوانان آبادان (۱۳۵۰)
2. رهبری یک گروه چریکی در قم در سال ۱۳۵۷

## پس از انقلاب
1. نماینده ستاد مرکزی انقلاب اسلامی در جنوب فارس ۱۳۵۸–۱۳۵۷
2. نماینده دفتر امام خمینی در لامرد ۱۳۵۹–۱۳۵۸
3. مخبر و سخنگوی کمسیون شوراها و امور داخلی
4. معاونت نظارت و بازرسی و معاونت روابط عمومی و تبلیغات سازمان عقیدتی سیاسی وزارت دفاع و پشتیبانی نیروهای مسلح ۱۳۶۸ تا ۱۳۷۰
5. رئیس سازمان عقیدتی سیاسی ارتش ۱۳۷۹ تا ۱۳۸۸
6. نماینده تهران در مجلس خبرگان رهبری ۱۳۸۸ تا ۱۴۰۳
7. وزیر اطلاعات دولت یازدهم و دوازدهم

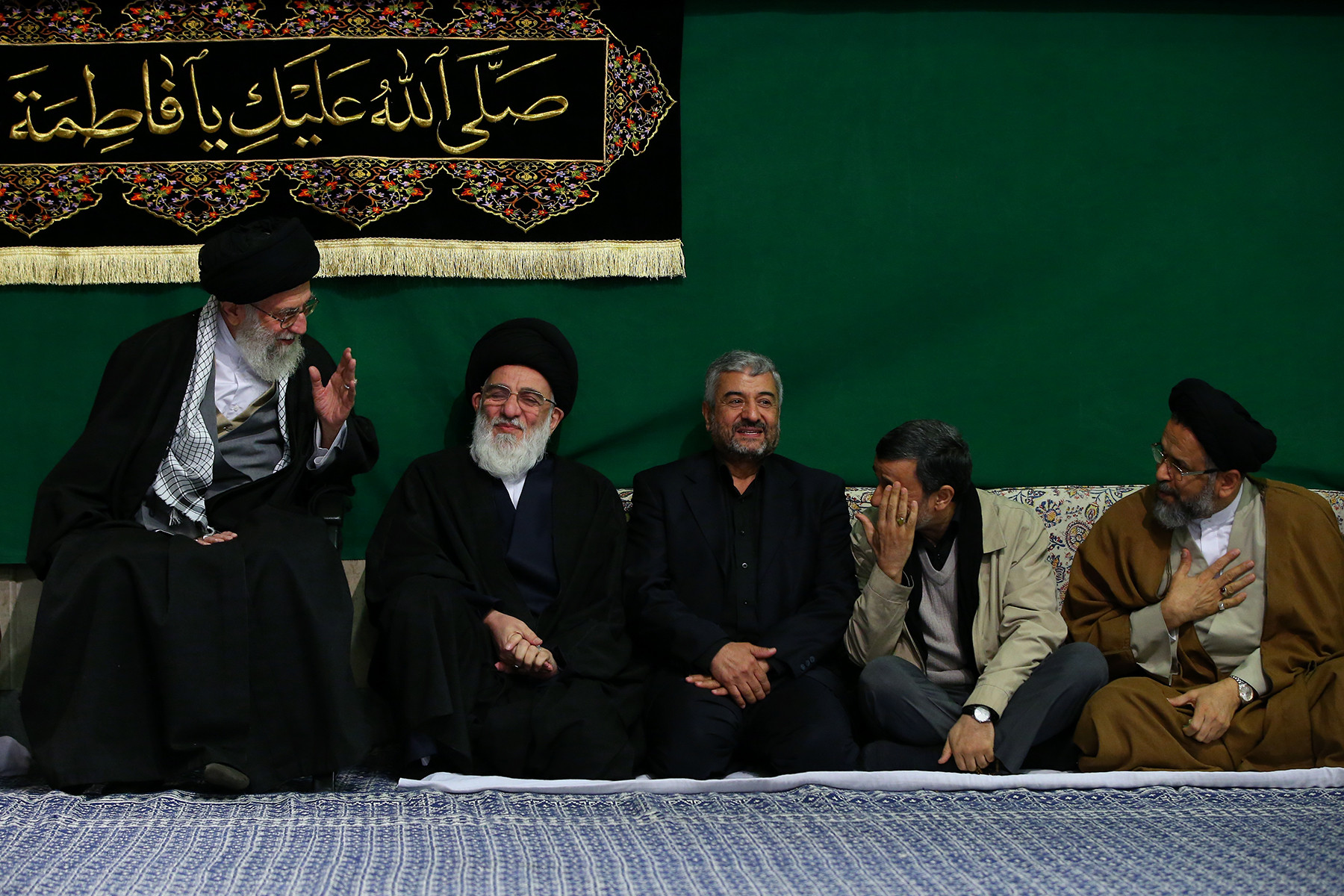
علوی در بیت رهبری در کنار محمود احمدی‌نژاد

### انتخابات مجلس نهم
در جریان نهمین دوره انتخابات مجلس شورای اسلامی، میان دوره‌ای این دور از مجلس، سید محمود علوی برای کاندیداتوری ثبت نام کرد، که هر دو بار از سوی شورای نگهبان رد صلاحیت شد. او در ۲ اسفند ۱۳۹۰ اعلام کرد:
به استناد بند ۱ ماده ۲۸ قانون اساسی مبنی بر «عدم التزام عملی به اسلام و نظام» رد صلاحیت شدم.

### دولت یازدهم و دوازدهم
محمود علوی به‌عنوان وزیر اطلاعات در دولت حسن روحانی، در انتهای مراسم تحلیف ریاست جمهوری حسن روحانی، طی نامه‌ای به مجلس شورای اسلامی پیشنهاد شد و توانست از مجلس رأی اعتماد بگیرد.همچنین مجدد در دولت دوازدهم به مجلس معرفی و رای اعتماد گرفت.
علوی در زمان تبلیغات انتخابات ریاست‌جمهوری، یکی از اعضای ستاد انتخابات حسن روحانی بود. او پس از احراز وزارت اطلاعات در مصاحبه‌ای اعلام کرد که کسانی که در ستادهای انتخاباتی میرحسین موسوی و مهدی کروبی فعالیت داشتند و در جریان حوادث پس از انتخابات ریاست جمهوری ایران (۱۳۸۸) تخلفی مرتکب نشده‌اند، با خیال آسوده به کشور بازگردند و وزارت اطلاعات امنیت آنان را تضمین می‌کند. او همچنین در ۱۷ اردیبهشت ۱۳۹۳ در جمع مردم دهستان دشت عباس گفت:
اصلاح‌طلب و اصول‌گرا همه فرزند مملکت هستند و هر کدام توانایی کار داشته باشند به آن‌ها میدان کار داده می‌شود.
در ۳ تیر ۱۳۹۳، حمید رسایی، نماینده جبهه پایداری در مجلس اعلام کرد؛ که وزیر اطلاعات با اعضای جبهه مشارکت دیدار خصوصی داشته و از وی خواست محتوای این جلسه را افشا کند. علوی همچنین در ۱۵ مرداد ۱۳۹۳ در جمع مردم شهرستان لردگان اعلام کرد:
چه اصولگرا و چه اصلاح طلب همه عزیز هستند، ما صاحب کشتی انقلاب نیستیم که افراد را پیاده کنیم.
با گذشت یکسال از دوره وزارت علوی بر وزارت اطلاعات، عملکرد وی در خصوص آزادی‌های اجتماعی در ایران، از جانب اصلاح‌طلبان، مورد انتقاد قرار گرفت. اصلاح‌طلبان معتقدند که کارمندان این وزارتخانه، برخلاف خواست وزیر و خودسرانه، با دستور گرفتن از سایر نهادها، اقدام به افزایش فشار بر اصلاح‌طلبان نموده تا مانع گسترش فعالیت‌های سیاسی و اجتماعی آنان در زمان دولت جدید شوند.
پس از حصول توافق هسته‌ای وین، وی در پاسخ به نظر منتقدان داخلی توافق، اظهار کرد:
یک فرمانده در میدان دفاع مقدس ممکن بود ۸۰ درصد از اهداف عملیات را محقق کرده و زمین‌های زیادی را آزاد کند، اما عده‌ای هم شهید می‌شدند و بخشی از تجهیزات منهدم می‌شد. سؤال اینجاست که وقتی عملیاتی این میزان از موفقیت را به دست می‌آورد، آیا رادیو و تلویزیون به خاطر پیروزی به دست آمده و زمین‌های آزادشده مارش پیروزی می‌نواختند، یا به‌خاطر شهادت عده‌ای از رزمندگان عزیز، مارش عزا پخش می‌کردند؟

### دیدار با محمد خاتمی
در ۱۴ آبان ۱۳۹۴، غلامحسین کرباسچی، دبیرکل حزب کارگزاران سازندگی، تصویری از مراسم عزاداری محرم در همان شب را در منزل قدرت‌الله علیخانی، منتشر کرد، که در آن سید محمد خاتمی، رئیس‌جمهور پیشین ایران که در ممنوعیت تصویری و خبری به سر می‌برد، در حال گفتگو با سید محمود علوی، وزیر اطلاعات جمهوری اسلامی ایران بود.

### مجلس خبرگان رهبری
نام محمود علوی در لیست انتخاباتی اصلاح‌طلبان و اعتدالگرایان که قبل از اعلام نهایی صلاحیت نامزدهای خبرگان ۱۳۹۴ اعلام شده بود، قرار داشت.
چند روز پس از اعلام نهایی شورای نگهبان، مبنی بر احراز صلاحیت‌ها به صورت رسمی، در مهم‌ترین لیست اعتدالگرایان برای انتخابات خبرگان ۱۳۹۴ که منتسب به اکبر هاشمی رفسنجانی به نام خبرگان مردم اعلام گردید، قرار گرفت، سپس در لیست یاران اعتدال و امید، که فقط در یک مورد با لیست خبرگان مردم تفاوت دارد، نیز قرار گرفت. او در نهایت موفق شد با کسب ۱٬۷۰۶٬۸۵۵ رأی و در جایگاه دهم، وارد پنجمین دوره مجلس خبرگان رهبری شود.

## تحریم
وزارت خزانه‌داری آمریکا در روز چهارشنبه ۱۸ نوامبر ۲۰۲۰ محمود علوی، وزیر اطلاعات ایران را به‌دلیل نقش کلیدی که در سرکوب اعتراضات مردم ایران، به‌طور ویژه در اعتراضات آبان سال ۹۸ داشته در لیست سیاه خود قرار داده و تحریم کرد.

## سکته مغزی
در ۲۰ مرداد ۱۴۰۴ رسانه‌های وابسته به حکومت خبر از سکته مغزی وی دادند.